# گانز ان روزز
گانز اَن رُزز (به انگلیسی: Guns N' Roses) گروه هارد راک نامدار آمریکایی است در فوریه ۱۹۸۵، در شهر لس‌آنجلسِ ایالتِ کالیفرنیای آمریکا توسط اعضای دو گروه ال ای گانز و هالیوود رز، و به رهبری اَکسل رُز تشکیل شد. زمانیکه سبک‌های دَنس و پاپ راک بر موسیقی پاپ سلطه داشتند، گانز ان رُزز توانست دوباره راک اند رول را به جدول موسیقی‌های پرفروش برگرداند. جدا از خواننده توانمند گروه، اکسل رز، که دارای گسترده‌ترین رنج وکال در بین خواننده‌های مرد تاریخ است، می‌توان به تافتهٔ جدا بافته گروه، گیتاریست افسانه ای؛ اسلش، اشاره کرد.
اکسل رز، خواننده گروه از کودکی در کلیسا بزرگ شده بود و وقتی که ۱۷ ساله بود، به لس آنجلس آمد و با دوست قدیمی اش ایزی استرادلین، گروه هالیوود رز را تشکیل دادند و در زیرزمین خانه ایزی به کاور قطعات معروف مشغول بودند.
خود اکسل می‌گوید: اون موقع ما آنقدر فقیر بودیم که گاهی چندین روز گرسنه می‌خوابیدیم.
از آن طرف، اسلش، گیتاریست افسانه ای گروه، در نوجوانی ترک تحصیل می‌کند و از لندن به لس آنجلس می‌آید، و با دوستانش استیون و داف، گروه اِل اِی گانز را تشکیل دادند، و پس از آشنایی این دو گروه، گانز ان روزز از ترکیب اسم این دو به وجود آمد. ترکیبی که یک دهه موسیقی هارد راک را دست‌خوش خودش کرد.
اوج شهرت گروه در اواخر دههٔ ۱۹۸۰ و اویل دههٔ ۱۹۹۰ بود. اِسلَش و ایزی استرادلین با گیتارهای الکتریکیشان بی‌رحمانه می‌نواختند، اَکسل رُز با جیغ و فریاد از داستان‌هایش را در مورد روابط جنسی، مواد مخدر و بی‌عاطفگی‌های شهر بزرگشان می‌گفت. داف مَک‌کَگَن (گیتار بیس) و اِستیون اِدلِر (درامز) نیز با ریتم‌های نرمی که می‌نواختند، آهنگ‌ها را آزاد و قدرتمند نگه می‌داشتند.
بی شک گانز ان روزز از موفق‌ترین گروه‌های هارد راک و گلم متال دهه ۸۰ میلادی بود، اما در دهه ۹۰، وکالیست گروه اکسل رز، داشت گروه را به سمت پاپ می‌برد و به دلیل مشکلاتی که اعضای گروه داشتند، سرانجام اسلش و داف مک کگن از گروه خارج شدند و بعد از آن‌ها گانز سیر تحولات زیادی در اعضای خود دید.
از جمله این تغییرات می‌توان به هنرمندانی چون باکت هد که سابقه حضور در گانز ان روزز را داشت، اشاره کرد.
آلبوم‌های گانز ان رُزز تا کنون ۱۲۰ میلیون نسخه در سراسر جهان فروش کرده‌است. آن‌ها در سال ۱۹۸۷ اولین آلبوم خود را با نام اشتیاق برای نابودی(Appetite for Destruction) عرضه کردند که بیش از ۳۰ میلیون نسخه فروخت و پرفروشترین آلبوم پاگشا در تمام جهان شد.
اسلش به گیتار رحم نمی‌کرد و یاغی بودن از گروه موج می‌زد. گروهی پر از حاشیه و فراز و نشیب.
در آن موقع گروه چنان به خود ایمان داشت که پس از آن آلبوم دوگانهٔ از تخیلت استفاده کن یک و دو را در سال ۱۹۹۱ به فاصله۱ ماه منتشر کردند که موفقیتی بسیار چشم‌گیر داشت. و از آهنگ‌های موفق این دو آلبوم می‌توان به آهنگ افسانه ای november rain اشاره کرد، همچنین موزیک ویدیوی آهنگ Estranged از آلبوم از تخیلت استفاده کن ۲، پرهزینه‌ترین موزیک ویدیو تاریخ نام دارد.
گروه بعد از این، آلبومی به نام (رویداد اسپاگتی) منتشر کرد که موفقیت چندانی نداشت.
اما در دهه ۹۰، با اوج‌گیری گروه‌های آلترنیتیو و گرانج مانند نیروانا، خواسته مردم عوض شد و کسی به هارد راک دهه ۸۰ دیگر علاقه ای نداشت، در آن موقع گروه‌های مطرحی مثل پنترا و متالیکا، هماهنگ با خواسته مردم آثار خود را تغییر دادند و در صدر ماندند اما گانز ان روزز از جمله گروه‌هایی بود که اصالت اولیه خود را حفظ کرد و به این دلیل و به دلیل جدا شدن اسلش و داف مک کگن و مشکلات داخلی گروه، گانز ان روزز از هم پاشید.
سرانجام پس از ۱۴ سال سکوت و بدون آلبوم جدید،
گروهی با نوازندگان جدید که خود را گانز ان روزز می‌نامیدند، به رهبری اکسل رز به صحنه آمدند و سکوت ۱۴ ساله را شکستند و در سال ۲۰۰۸ گروه آلبوم دموکراسی چینی را عرضه کرد و سپس در تور تبلیغاتی همین آلبوم با نام تور دموکراسی چینی شرکت کردند.
این آلبوم، با خرج ۶ میلیون دلار، پرهزینه‌ترین آلبوم موسیقی تاریخ شناخته می‌شود
اما ناگفته نماند که موفقیت آلبوم‌های قبل را نداشت. بعد از گذشت مدتی گروه باز تور جهانی خود را آغاز کرد.
اسلش و داف پس از ۲۰ سال دوباره به روی صحنه گانز ان رزز رفتند.
گانز ان رزز از سال ۲۰۱۶ تور Not In This Lifetime را شروع کرد و همچنان (۲۰۲۰) ادامه دارد
همچنین اکسل رز اعلام کرده‌است که پس از تمام شدن این تور، گروه به روی کار برای ساخت آلبوم جدید می‌رود.

## اعضا

### اعضای کنونی
- اَکسل رُز: آواز (۱۹۸۵-اکنون)
- دیزی رید: کیبورد (۱۹۹۰-اکنون)

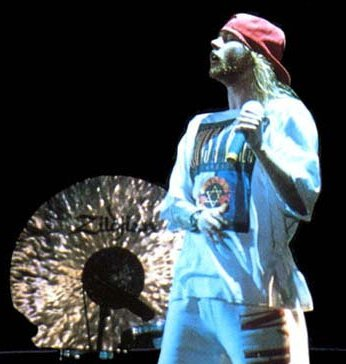
اَکسل رُز ۱۹۹۳

- داف مک کگن: گیتار بیس (۲۰۱۶-اکنون)
- ریچارد فرتس: گیتار ریتم (۲۰۰۲-اکنون)
- فرانک فرر: درامز (۲۰۰۶-اکنون)
- اسلش: گیتار لید (۲۰۱۶-اکنون)

### اعضای پیشین
- اُل بِیچ: گیتار بیس (۱۹۸۵)
- راب گاردنر: درام (۱۹۸۵)
- ترسی گانز: گیتار لید (۱۹۸۵)
- اِستیون اِدلِر: درام (۱۹۸۵–۱۹۹۰)
- ایزی استرَدلین: گیتار ریتم (۱۹۸۵–۱۹۹۱)
- گیلبی کلرک: گیتار ریتم (۱۹۹۱–۱۹۹۴)
- اِسلَش: گیتار لید (۱۹۸۵–۱۹۹۶)
- مت سارم: درام (۱۹۹۰–۱۹۹۷)
- داف مَک‌کَگَن: گیتار بیس (۱۹۸۵–۱۹۹۸)
- جاش فریس: درام (۱۹۹۷–۲۰۰۰)
- پال توبیاس: گیتار ریتم (۱۹۹۴–۲۰۰۲)
- باکِت‌هِد: گیتار لید (۲۰۰۴–۲۰۰۰)
- برایان مانتینا: درام (۲۰۰۶–۲۰۰۰)
- روبین فینک: گیتار لید (۲۰۰۸–۱۹۹۹٬۲۰۰۰–۱۹۹۷)

## آلبوم‌ها

### آلبوم‌های استودیویی
- ۱۹۸۷ - اشتهای تخریب
- ۱۹۸۸ - دروغ‌های جی ان' آر
- ۱۹۹۱ - از توهمت استفاده کن ۱
- ۱۹۹۱ - از توهمت استفاده کن ۲
- ۱۹۹۳ - تصادف اسپاگتی؟
- ۲۰۰۸ - دموکراسی چینی

### آلبوم‌های زنده
- ۱۹۹۹ - عصر زنده: '۸۷–'۹۳